# Complete game

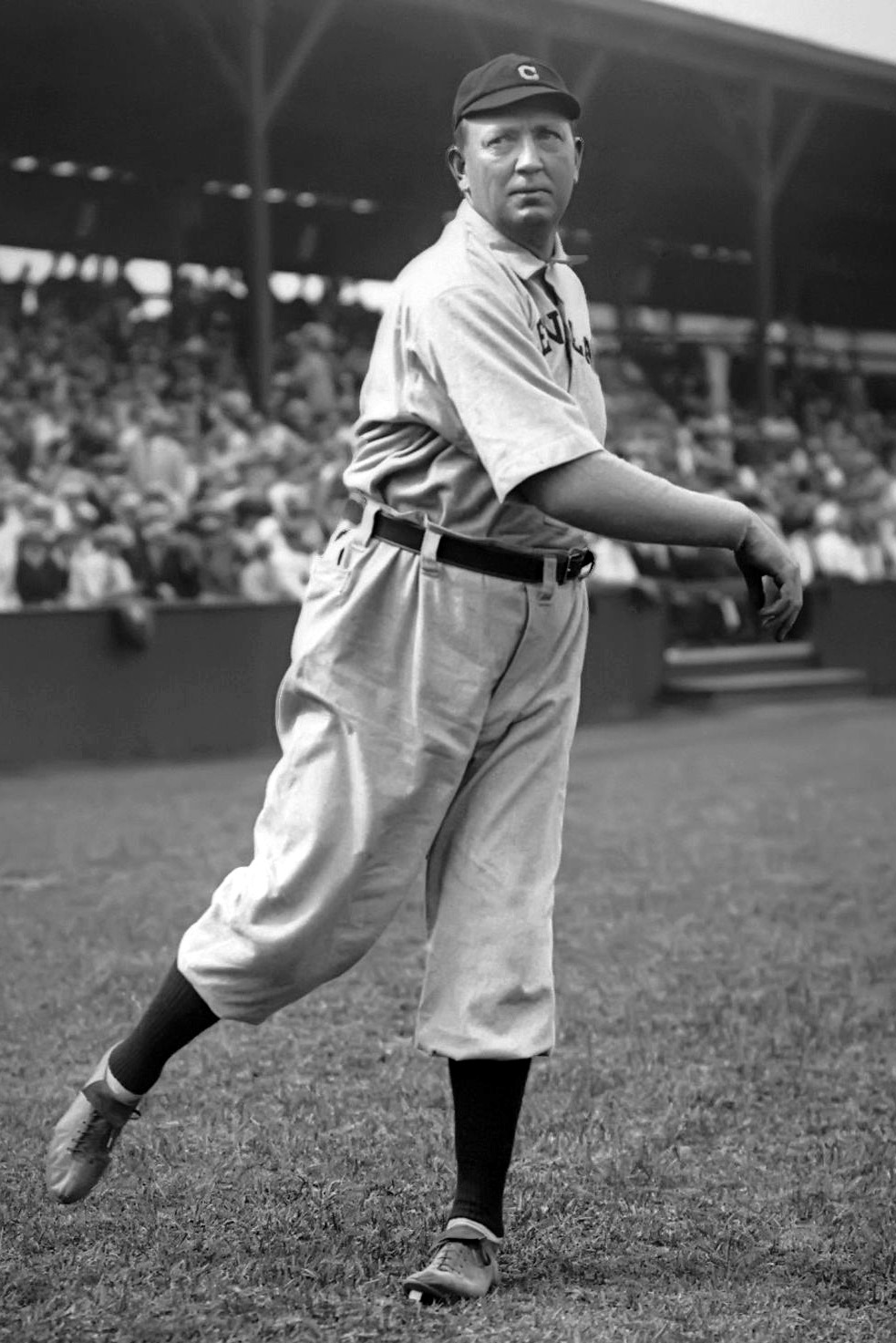
Cy Young rozegrał najwięcej pełnych meczów w historii Major League Baseball.

Complete game (w skrócie CG) – w baseballu następuje wówczas gdy starting pitcher rozegra pełny mecz bez zejścia z boiska i zmiany przez relief pitchera. Pełny mecz składa się najczęściej z dziewięciu inningów.
Complete game ma miejsce również gdy:
- starting pitcher z drużyny gości rozegra pełne osiem inningów, a na początku dziewiątego drużyna gospodarzy obroniła prowadzenie
- mecz jest przerwany z powodu niesprzyjających warunków atmosferycznych
- mecz trwa więcej niż dziewięć inningów.

|           | Zawodnik        | Liczba CG |
| w MLB     | Cy Young        | 750       |
| w sezonie | Will White      | 75        |
| w NPB     | Masaichi Kaneda | 365       |